# 宇宙船モックアップファクトリー
宇宙船モックアップファクトリー（うちゅうせんもっくあっぷふぁくとりー、英語: Space Vehicle Mockup Facility(SVMF)）は、ヒューストンのジョンソン宇宙センターの9号館内にある大型のオープンスペースエリア。ここは、いくつかのスペースシャトルのモックアップと、国際宇宙ステーションのすべての主要な加圧モジュールのモックアップを収容する長さ200メートルの部屋で構成されている。これは主に宇宙飛行士の訓練とシステムの習熟に使用される。
国際宇宙ステーションのモジュールは1：1のスケールであり、軌道上にある実際の宇宙船に対して可能な限り正確に維持されている。この施設には、1/6重力シミュレーターと火星探査車のテスト車両もある。ノースエンドの工業用ドアと天井クレーンにより、新しいモックアップ宇宙船を施設に設置可能である。スペースセンター・ヒューストンでは、レベル9のVIPツーリストがトレーニング施設全体にアクセスできる。

## 以前のトレーナー

### スペースシャトルオービタートレーナー
- フル胴体トレーナー（FFT）
- クルーコンパートメントトレーナー（CCT）
- クルーコンパートメントトレーナーII （CCT II）

## 現在のトレーナー

### 国際宇宙ステーショントレーナー
- 宇宙ステーションのモックアップおよびトレーニング施設（SSMTF）

### その他の施設
- プレシジョンエアベアリングファシリティ（PABF）
- 部分重力シミュレーター（POGO）

## ギャラリー
- SVMFのオービタースペースシャトルのフル胴体トレーナー。
- ザリアのモックアップ。
- エリア全体のパノラマ画像。

モックアップの画像